# Richard Hine
Richard Hine (* 11. Dezember 1939) ist ein ehemaliger australischer Radrennfahrer und nationaler Meister im Radsport.

## Sportliche Laufbahn
Hine war im Bahnradsport und im Straßenradsport aktiv. Er war Teilnehmer der Olympischen Sommerspiele 1964 in Tokio. In der Einerverfolgung schied er in der Qualifikation aus. 1964 gewann er die nationale Meisterschaft in der Einerverfolgung der Amateure vor Robert Baird. 1965 und 1966 wurde er Vizemeister. 1965 gewann er den Titel im 1000-Meter-Zeitfahren vor Richard Paris. 1966 wurde er Vizemeister. Bei den Commonwealth Games 1962 in Perth gewann er die Silbermedaille in der Einerverfolgung, 1966 in Kingston Bronze im Zeitfahren und in der Einerverfolgung.
1975 gewann er das Straßenrennen Grafton to Inverell Cycle Classic.